# Mike Schmidt
Michael Jack Schmidt (Dayton, 27 de setembro de 1949) é um ex-beisebolista americano.